# Léandre Lacroix
Pour les articles homonymes, voir Lacroix.
Léandre Lacroix, né le 1er janvier 1859 à Remich (Luxembourg) et mort le 28 mars 1935 à Luxembourg (Luxembourg), est un avocat et homme politique luxembourgeois, membre de la Ligue libérale (LL).

## Biographie
Le 22 avril 1901, les électeurs du canton de Remich se rendent aux urnes afin d'élire un troisième député en raison de l'accroissement de la population dans ce canton. L'élection est validée, Léandre Lacroix reçoit 490 voix contre 283 pour M. Held. Au total, 791 électeurs ont voté pour 773 bulletins valables.
Le 26 mars 1904, il est nommé bourgmestre de la commune de Remich en remplacement du député Gustave Velter-Altwies, fonction venue à terme en 1906. Il est ensuite choisi pour devenir le nouveau bourgmestre de la ville de Luxembourg le 14 février 1915 par la grande-duchesse Marie-Adelaide plutôt que son rival socialiste Luc Housse, qui lui succède finalement en 1918.
La Banque générale du Luxembourg est fondée le 29 septembre 1919 par Alphonse Weicker et Léandre Lacroix aux côtés des directeurs de la Société générale de Belgique : Édouard de Brabander et Édouard Carton de Wiart,.
En son hommage, son nom est attribué à une rue du quartier de Limpertsberg à Luxembourg, après sa mort en 1935.

## Décorations
- Commandeur de l'ordre de la Couronne de chêne[8] (Luxembourg)
- Officier de la Légion d'honneur[8] (France)